# ドナルド・マクギャヴラン
ドナルド・A・マクギャヴラン（英: Donald A. McGavran、1897年 - 1990年）は、アメリカ合衆国の宣教学者。教会成長運動の創始者として知られる。

## 生涯
イェール大学、コロンビア大学を卒業して、1923年からインドで宣教師として指導的な活動を行う。1955年にインドでの宣教師を辞め、プエルト・リコ、ジャマイカ、メキシコ、フィリピン、タイ、コンゴなどで教会成長の研究を行い、各地でセミナー等を開催した。
1961年にノースウェスト・クリスチャン・カレッジに招かれ、教会成長研究所を設立する。1965年にはフラー神学校で世界宣教学部初代学部長に就任する。教会成長理論を発展させた。後継者にピーター・ワグナーら。

## 著書
- 『教会の発展と伝道』ドナルド・マックギャブラン著 後藤光三訳 いのちのことば社 1967
- 『教会成長10の条件』ウィンフィールド・アーン共著 中村寿夫訳 有賀喜一監修 いのちのことば社 1984
- 『世界宣教の展望』ラルフ・D.ウィンター、ジョン・ストット他、論文集 いのちのことば社